# Pezicula ocellata
Pezicula ocellata är en svampart som först beskrevs av Christiaan Hendrik Persoon, och fick sitt nu gällande namn av Seaver 1951. Pezicula ocellata ingår i släktet Pezicula och familjen Dermateaceae.  Arten är reproducerande i Sverige. Inga underarter finns listade i Catalogue of Life.